# Дусь Зоя Вікторівна
Зо́я Ві́кторівна Ду́сь (* 1952) — українська раднянська плавчиня.

## З життєпису
Народилась 1952 року в місті Луганськ. Плаванням почала займатися у віці 10 років — в місцевому басейні «Динамо», привів батько Віктор Володимирович. Тренер — Ковальов Василь Якович. Заради спорту полишила заняття балетом, про який мріяла з малих років. Мама Віра Антонівна водила в басейн і їздила з донькою на змагання. На Спартакіаді народів СРСР здобула срібну нагороду, її включили в юнацьку команду. Брала участь у двох змаганнях на Літніх Олімпійських іграх 1968 року за Радянський Союз — 10 позиція.
Кубок Європи з плавання-1969 (Будапешт) — бронзова нагорода; команда.
В ранньому віці залишила активний спорт — травми; створила родину. Виховали двох доньок.